# 嘉義縣政府
23°27′33″N 120°17′37″E / 23.4590299°N 120.2934932°E
嘉義縣政府，簡稱嘉縣府，是中華民國臺灣省嘉義縣最高層級的地方行政機關，在中華民國政府架構中，為縣自治的行政機關，同時負責執行中央機關委辦事項。嘉義縣的自治監督機關本為臺灣省政府，臺灣省虛級化後業務與功能被大幅縮減，嘉義縣的自治監督機關改為行政院內政部。嘉義縣政府也是轄下各鄉、鎮、市的地方自治監督機關。

## 沿革
- 1945年，二戰終戰後，日治時期的嘉義市改制為隸屬臺灣省之三級省轄市，成立嘉義市政府。
- 1946年8月1日，臺灣省行政長官公署調整嘉義市行政區，將水上鄉與太保鄉併入嘉義市，嘉義市劃分為新東區、新西區、新南區、新北區、水上區及太保區6區[1]。
- 1947年4月22日，臺灣省行政長官公署改制為臺灣省政府，嘉義市政府亦改由臺灣省政府監督其自治行政。
- 1950年8月，臺灣省政府調整行政區域，嘉義市與臺南縣嘉義區、東石區合併成立嘉義縣，市政府改為嘉義縣政府。
- 1998年，臺灣省政府業務精簡，嘉義縣政府的自治行政監督機關改為行政院各部會（主要為內政部）。

## 辦公大樓

### 沿革
- 1920年9月1日：成立臺南州嘉義郡，於嘉義廳廳舍原址建造嘉義郡役所廳舍，下轄的嘉義街使用原嘉義廳農會廳舍作為街役場廳舍。
- 1930年1月20日：嘉義街升格為嘉義市，直屬臺南州，以嘉義街役場廳舍作為嘉義市役所辦公廳舍。12月8日，新營郡新營庄大地震，嘉義郡役所與市役所廳舍皆受到損壞，其中市役所被迫拆除後遷往嘉義市女子公學校（今嘉義市立大同國民小學）辦公，嘉義郡役所則撥款整修。
- 1932年：整修後的嘉義郡役所由嘉義市役所收購作為辦公廳舍，嘉義郡役所遷往嘉南大圳組合事務所廳舍（1940年嘉南大圳組合事務所遷往臺南市）。
- 1945年12月1日：成立嘉義市，仍於原嘉義市役所廳舍辦公。
- 1950年10月25日：廢除嘉義市，原地域分為新東、新南、新西、新北四鎮與太保、水上二鄉。嘉義市政府大樓改由嘉義縣政府使用。
- 1991年：太保市祥和新村落成，嘉義縣政府遷往現址辦公。

### 所在地
| 建築物名稱                              | 地址                        | 建物落成時間 | 縣府開始使用時間              | 縣府結束使用時間              | 拆除時間 | 備註 |
| --------------------------------------- | --------------------------- | ------------ | ----------------------------- | ----------------------------- | -------- | --- |
| 嘉義縣政府 （Chiayi County Government） | 嘉義市東區中山路160號       | 1920年       | 1950年 （改由嘉義縣政府使用） | 1991年 （嘉義縣政府大樓落成） | 2010年   | 日治時期做為嘉義郡役所（1920年～1930年）、嘉義市役所（1932年～1945年）使用；戰後作為嘉義市政府（1945年～1950年、1997年～2005年）、嘉義縣政府（1950年～1991年）使用。原因計畫興建市政中心北棟大樓而拆除，現做為停車場使用。 |
| 嘉義縣政府 （Chiayi County Government） | 嘉義縣太保市祥和一路東段1號 | -            | 1991年 （嘉義縣政府大樓落成） | -                             | -        | |

## 行政組織
嘉義縣政府的組織基準法為《嘉義縣政府組織自治條例》，設有7個所屬一級機關，14個所屬一級單位。
鄉鎮市公所
| - 布袋鎮公所 - 大林鎮公所 - 民雄鄉公所 - 溪口鄉公所 - 新港鄉公所 - 六腳鄉公所 - 東石鄉公所 - 義竹鄉公所 - 鹿草鄉公所 | - 水上鄉公所 - 中埔鄉公所 - 大埔鄉公所 - 竹崎鄉公所 - 梅山鄉公所 - 番路鄉公所 - 阿里山鄉公所 - 太保市公所 - 朴子市公所 |

各級學校
- 嘉義縣立各高級中學（2校）
- 嘉義縣立各國民中學（22校）
- 嘉義縣立阿里山國民中小學
- 嘉義縣各國民小學（123校，另有4所分校）

公法組織
- 嘉義縣公共汽車管理處

## 交通資訊
- 嘉義BRT公車捷運
  - 縣政府站（與嘉義客運一般公路客運路線共站）
- 阿里山客運縣政府站
  - 166 高鐵嘉義站－鹽水
- 嘉義縣公車縣政府站
- 台灣糖業鐵路
  - 蔗埕線：五分車高鐵站—樂活農園站—蒜頭糖廠—故宮南院—嘉義縣政府

## 外部連結
- 嘉義縣政府（页面存档备份，存于）（中文）（英文）（日語）
- 嘉義市政府警察局的Facebook專頁
- YouTube上的嘉義縣政府頻道
- YouTube上的嘉義縣政府建設處頻道
- YouTube上的嘉義縣政府地政處頻道